# American Express
American Express (spesso abbreviata in Amex o Amexco) è una società diversificata statunitense che opera nei servizi finanziari e di viaggio. La sede centrale è a New York, nel distretto di Manhattan. Per quanto riguarda l'Europa la sede era a Londra, e post-Brexit in Spagna, mentre in Italia American Express è presente a Roma (con la direzione generale, operativa e commerciale) e Milano (con un'altra sede commerciale). Le attività spaziano nei settori delle carte di credito, dei viaggi e dei servizi assicurativi.

## Storia

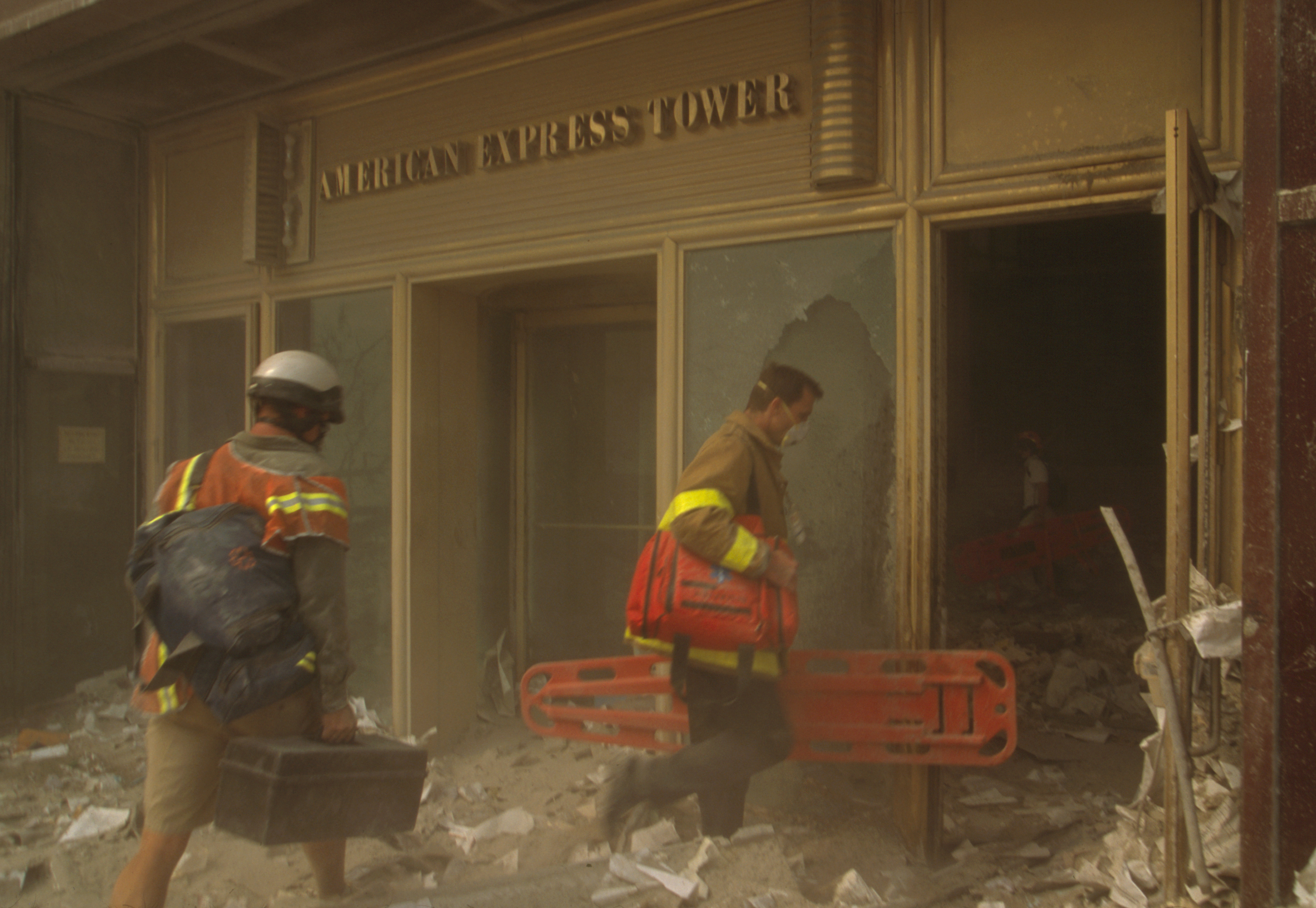
Ingresso dell'American Express building in New York durante gli attentati dell'11 settembre 2001

American Express è stata fondata nel 1850 (durante la breve presidenza di Zachary Taylor) a Buffalo da Henry Wells, William Fargo e John Butterfield come società di trasporto valori. Nel 1882 l'azienda lancia i suoi "ordini di pagamento", entrando in concorrenza con i vaglia postali del Servizio Postale degli Stati Uniti.
Gli ordini di pagamento arrivano anche in Europa e per migliorare il servizio, nel 1891, viene inventato da un dipendente – Marcellus Berry - l'American Express Travelers Cheque, il primo strumento prepagato della storia. Crea il suo primo ufficio europeo a Parigi, in rue Halevy, nel 1895, seguito l'anno dopo da quello di Londra. Nel 1905, dopo una serie di truffe a danno degli emigranti che raggiungevano l'America, il Governo degli Stati Uniti incaricò American Express di svolgere attività di cambio moneta a Ellis Island.

### Le carte di credito
American Express crea la sua prima carta di credito nel 1958, raggiungendo in tre mesi mezzo milione di utenti. Le prime carte di credito erano di cartoncino e color porpora, ma già nel 1959 l'azienda emette carte in materiale plastico. Nel 1966 viene creata la Carta Oro, mentre nel 1984 è introdotta la Carta Platino.
Nel 1995 vi sono 35 milioni di utenti. Nel 1999 viene lanciata American Express Blu, una carta che permette pagamenti rateali dei beni acquistati. Nello stesso anno è introdotta la Carta Centurion (anche detta “black card”).
Nel 2005 è stata introdotta sul mercato statunitense ExpressPay.

### In Italia

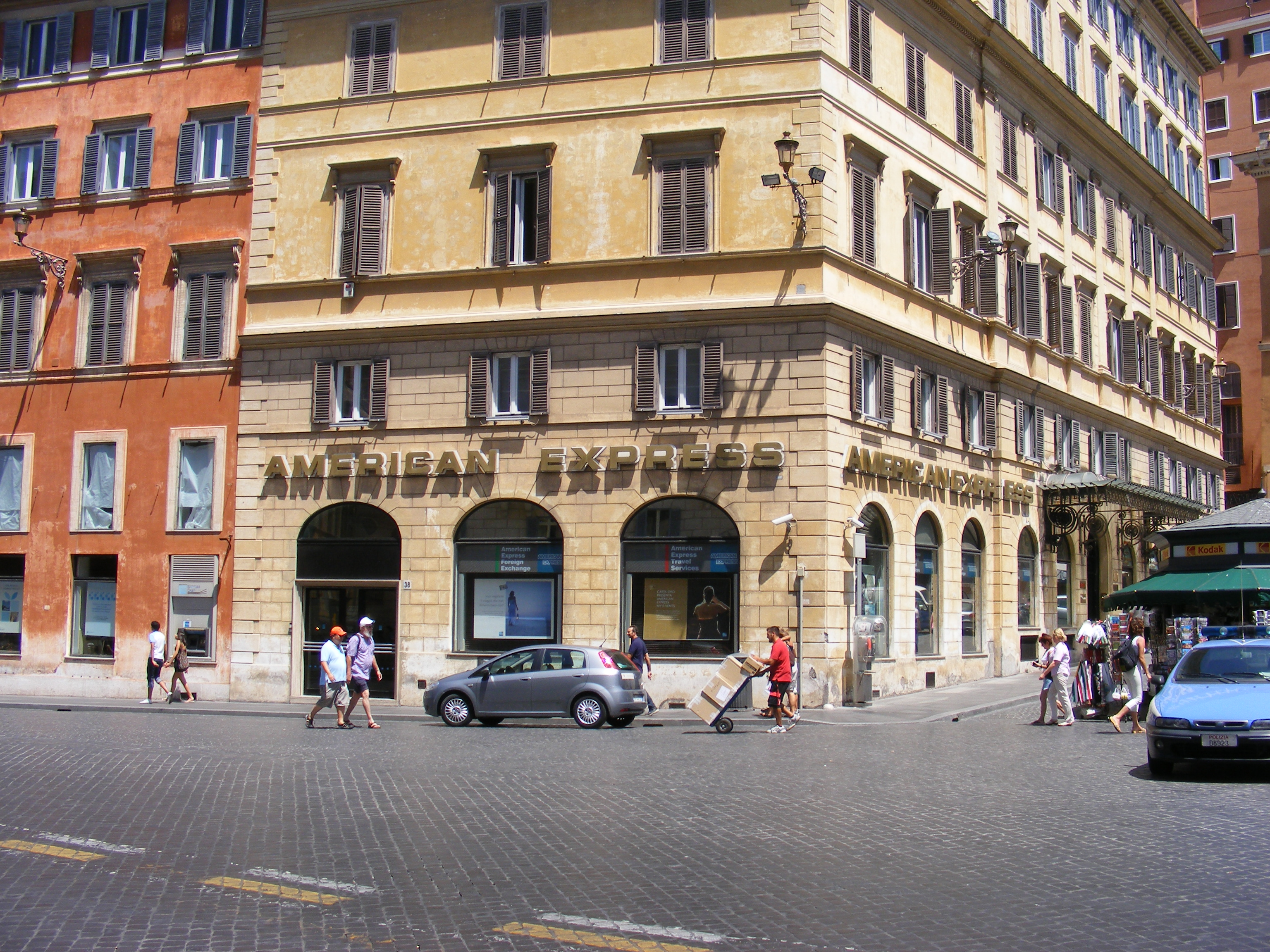
American Express ex sede di Piazza di Spagna

American Express è presente in Italia dai primi del Novecento con un ufficio a Genova e dal 1914 a Roma, dove si trova tuttora in via Alexandre Gustave Eiffel (vicino al distretto fieristico di Roma), dopo aver lasciato la storica sede in zona Cinecittà, dove erano presenti il centro operativo e la direzione generale per l'Italia.
Gli uffici viaggio di Venezia e Firenze sono stati chiusi nel dicembre 2008. L'ufficio viaggi e cambio valuta di Milano è stato chiuso nel 2012. In data 6 settembre 2013 è stato chiuso anche l'ufficio viaggi di Roma, nella storica sede sita in piazza di Spagna. Gli uffici di cambio valuta siti presso gli Aeroporti romani di Fiumicino e Ciampino sono stati definitivamente chiusi nel 2016. Le carte di credito personali sono state lanciate in Italia nel 1971 mentre quelle corporate nel 1979.

## Descrizione
American Express è una società diversificata che opera nei servizi finanziari e di viaggio.
Opera in vari settori quali le carte di debito e di credito, Travelers Cheques, Viaggi, Servizi Finanziari e di Investimento, Gestioni Patrimoniali e Assicurazioni. Il quartier generale è a New York, quotata a Wall Street (con la sigla AXP). È una delle 30 società che compongono il Dow Jones Industrial Average. Stephen J. Squeri ne è, dal 2018, Presidente e Amministratore delegato, succedendo a Kenneth Chenault. Secondo il business magazine americano "Fortune" è la 85ª azienda più grande del mondo, nel 2015 risulta essere l'8ª azienda con la migliore reputazione al mondo, prima nel settore Carte di Credito e credito al consumo (Consumer Credit Card and Related Services). Sempre nel 2015 American Express viene considerato il 38º marchio più importante al mondo.

### Prodotti e servizi
La società opera in vari settori quali le carte di pagamento e di credito.
I prodotti sono le carte personali, le carte Business per le piccole imprese e i professionisti ovvero Corporate. Esistono poi particolari carte di credito dette revolving che consentono il pagamento rateale dei beni acquistati, in questo settore l'azienda opera attraverso le carte Blu American Express, Gold Credit e Platinum Credit. Inoltre esistono le carte di credito co-branded, emesse cioè in collaborazione con un partner. I prodotti carta Alitalia American Express non sono più in commercio, dopo il dichiarato fallimento da parte di Alitalia, del 14 ottobre 2021.
I prodotti Carta commercializzati al 01/02/2024 in Italia sono i seguenti:
|                 | Centurion                        | Platino                                  | Oro                                   | Verde                                   | Branded | Altre carte                                                                                     |
| --------------- | -------------------------------- | ---------------------------------------- | ------------------------------------- | --------------------------------------- | --- | ----------------------------------------------------------------------------------------------- |
| Carte Personali | Carta Centurion American Express | Carta Platino American Express           | Carta di Credito Oro American Express | Carta di Credito Verde American Express | - Carta di Credito ITA Airways American Express - Carta di Credito ITA Airways Oro American Express - Carta ITA Airways Platino American Express - Carta di Credito Italo American Express - Carta di Credito PAYBACK American Express - Carta di Credito PAYBACK Plus American Express | - Blu American Express - Carta Explora American Express - Carta Oro Mediolanum American Express |
| Carte Business  |                                  | Carta Platino Business American Express  | Carta Oro Business American Express   | Carta Business American Express         | - Carta Amazon Business American Express - Carta Amazon Business Prime American Express |                                                                                                 |
| Carte Corporate |                                  | Carta Corporate Platino American Express | Carta Corporate Blu American Express  | Carta Corporate American Express        | | - Carta Corporate Meeting American Express - Carta Corporate Signature On File American Express |

I prodotti non più commercializzati sono:
- Carta Alitalia Verde American Express
- Carta Alitalia Oro American Express
- Carta Alitalia Platino American Express
- Carta Alitalia Business American Express
- Carta Alitalia Business Oro American Express
- Carta Reward American Express
- Carta Reward Plus American Express
- Carta Reward Platino American Express

### Pubblicità
Negli anni settanta Amex lanciò una campagna pubblicitaria con lo slogan “Non uscire mai senza di lei” (Don't leave home without it) che ebbe come testimonial Karl Malden.
Compaiono nella campagna i registi Martin Scorsese, Wes Anderson e M. Night Shyamalan, gli attori Robert De Niro, Kate Winslet ed Ellen DeGeneres, il cantante lirico Luciano Pavarotti, gli sportivi Tiger Woods, Andy Roddick, Tim Duncan e José Mourinho. Uno degli spot più celebri della tv americana negli anni ottanta fu quello che aveva per protagonista Stephen King, che promuoveva la Carta Verde.